# 奈良市立西大寺北小学校
奈良市立西大寺北小学校（ならしりつ さいだいじきたしょうがっこう）は、奈良県奈良市西大寺赤田町一丁目にある公立小学校。

## 沿革
- 1975年4月1日 - 奈良市立あやめ池小学校より分離し、開校。

## クラス数・児童数
- 1年 - 4クラス109人
- 2年 - 2クラス94人
- 3年 - 3クラス91人
- 4年 - 3クラス87人
- 5年 - 3クラス87人
- 6年 - 4クラス94人
- 計 - 19クラス562名

## 校区
秋篠町の一部・秋篠早月町・秋篠三和町・秋篠新町・あやめ池北3丁目7~9番・あやめ池南3丁目3番、4丁目6番・西大寺赤田町1、2丁目・西大寺北町1～4丁目・西大寺栄町6番（一部）・西大寺新池町（一部）・西大寺新町1、2丁目・西大寺宝ヶ丘・西大寺東町1、2丁目・西大寺本町・西大寺竜王町1、2丁目・敷島町1、2丁目・山陵町（一部）敷島町１丁目

## 卒業後の進路
- 奈良市立伏見中学校（一部）
- 奈良市立平城中学校（一部）

## 著名な出身者
- 堂本剛（KinKi Kids） - 歌手・タレント

## 校区が隣接している学校
- 奈良市立あやめ池小学校
- 奈良市立伏見小学校
- 奈良市立都跡小学校
- 奈良市立平城小学校
- 奈良市立平城西小学校